# Jamie Brewer

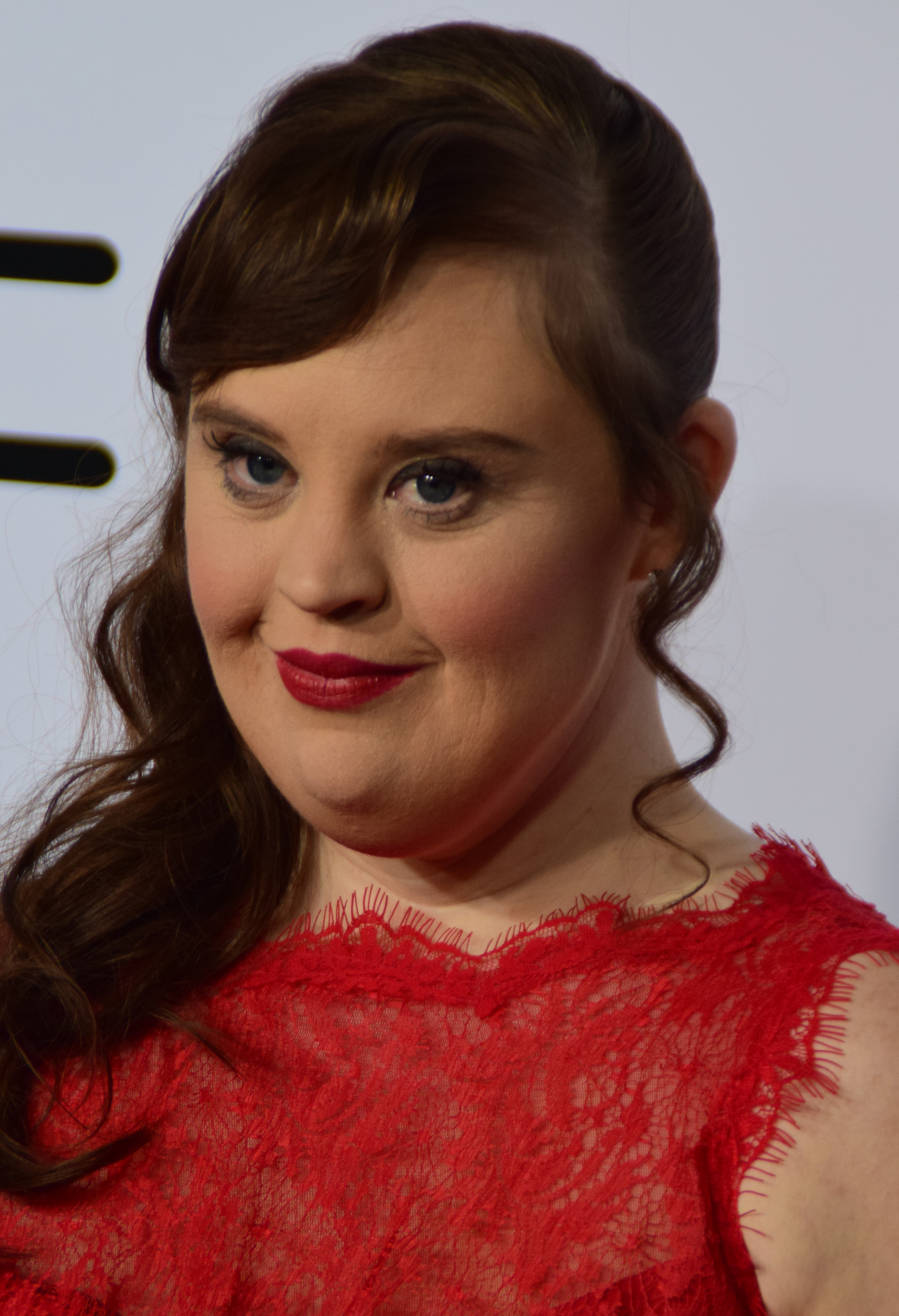
Jamie Brewer (2015)

Jamie Brewer (Californië, 5 februari 1985) is een Amerikaanse actrice. Ze werd voornamelijk bekend door haar rol als Adelaide 'Addie' Langdon in American Horror Story. Brewer heeft het syndroom van Down.

## Modeshow
Op 12 februari 2015 liep ze op de New York Fashion Week mee voor een campagne genaamd 'Role Models Not Runway Models' van modeontwerpster Carrie Hammer. Brewer werd hiermee het eerste model met het syndroom van Down.